# Kyrkokamrer
Kyrkokamrer är en befattning i främst mindre församlingar eller mindre pastorat (tidigare kyrkliga samfälligheter) inom Svenska kyrkan.
Kyrkokamreren har ofta varit direkt underställd enhetens verkställande organ (kyrkorådet respektive kyrkonämnden) och fungerat som chef för kyrkoförvaltningen.

## Vanliga arbetsuppgifter
Kyrkokamreren har ofta arbetsuppgifter inom följande områden:
- gemensam förvaltning (ekonomi-, personal- och övrig administration)
- fastighetsförvaltning
- kyrkogårdsförvaltning

Vad gäller fastighets- och kyrkogårdsförvaltning är kyrkokamreren ofta enbart arbetsledare för någon form av förman (till exempel arbetsledande kyrkogårdsvaktmästare, kyrkogårdsförman etc.), men sköter ofta själv arbetsuppgifterna inom den gemensamma förvaltningen.

## Förändrat arbetsledarskap
I vissa församlingar är kyrkokamreren även arbetsledare för kyrkobokföringspersonal, även om detta blir mindre och mindre vanligt sedan kyrkoherdens roll förändrades i och med införandet av kyrkoordningen år 2000.